# Ehemaliger Eisenbahntunnel bei Biringen
Ehemaliger Eisenbahntunnel bei Biringen este o arie protejată (sit de importanță comunitară — SCI) din Germania întinsă pe o suprafață de 2 ha, integral pe uscat.

## Localizare
Centrul sitului Ehemaliger Eisenbahntunnel bei Biringen este situat la coordonatele 49°24′58″N 6°32′43″E / 49.4161°N 6.5453°E.

## Înființare
Situl Ehemaliger Eisenbahntunnel bei Biringen a fost declarat sit de importanță comunitară în februarie 2004 pentru a proteja 2 specii de animale.

## Biodiversitate
Situată în ecoregiunea continentală, aria protejată nu include niciun habitat protejat.
La baza desemnării sitului se află mai multe specii protejate de  mamifere (2): liliac comun (Myotis myotis), liliacul mare cu potcoavă (Rhinolophus ferrumequinum).
Pe lângă speciile protejate, pe teritoriul sitului au mai fost identificate 5 specii de mamifere.